# Antoine Carr
Antoine Labotte Carr (* 23. Juli 1961 in Oklahoma City, Oklahoma) ist ein ehemaliger US-amerikanischer Basketballspieler, der in der NBA und Europa spielte.

## Karriere
Antoine Carr galt auf dem Wichita College als Star. Er nahm mit der US-amerikanischen Basketballmannschaft an der Basketball-Weltmeisterschaft 1982 teil und errang die Silbermedaille.
Bei der NBA-Draft 1983 wurde er von den Detroit Pistons ausgewählt, jedoch verschlug es Carr zunächst nach Italien zu Olimpia Milano. 1984 kehrte er wieder in die NBA zurück und spielte sechs Jahre lang an der Seite von Dominique Wilkins und Kevin Willis für die Atlanta Hawks. 1990 wurde er zu den Sacramento Kings transferiert, wo er mit 20 Punkten pro Spiel zum Star des Teams aufstieg. Jedoch blieb er nur ein Jahr in Sacramento, ehe er zwischen 1991 und 1994, an der Seite von David Robinson, für die San Antonio Spurs spielte. 1994 wechselte er als Free Agent zu den Utah Jazz. Dort kam Carr als Bester Sechster Mann von der Bank. An der Seite von den Jazz-Superstars Karl Malone und John Stockton, erreichte Carr mit den Jazz 1997 und 1998 das NBA-Finale. Die Jazz verloren jedoch beide Male gegen die Chicago Bulls. Seine letzten NBA-Stationen waren die Houston Rockets und Vancouver Grizzlies, wo er als Reservist kaum Einsatzzeit sah. In den letzten Jahren seiner Karriere spielte Carr in der unterklassigen ABA und bei Ionikos IF in Griechenland.